# Nati il 6 settembre
| Questa pagina contiene informazioni ricavate automaticamente dalle voci biografiche con l'ausilio del template Bio e di un bot. L'aggiornamento è periodico e automatico e ricostruisce completamente la pagina. Se manca una persona in questa lista, sei pregato di non aggiungerla, ma accertati piuttosto che la sua voce biografica contenga il template Bio e che i dati anagrafici siano correttamente compilati. Se il template Bio manca, inseriscilo tu stesso o, in alternativa, metti l'avviso {{tmp\|Bio}} che ne segnala la mancanza. Se i dati riportati sono sbagliati, correggi direttamente la voce biografica; le modifiche saranno visibili in questa lista entro pochi giorni. Per chiarimenti vedi il progetto biografie. La lista contiene solo le 1.136 persone che sono citate nell'enciclopedia e per le quali è stato implementato correttamente il template Bio. Pagina aggiornata al 9 ago 2025. |

## XV secolo(3)
- 1442 - Renato de' Pazzi, politico italiano († 1478)
- 1474 - Artus Gouffier de Boisy, diplomatico francese († 1519)
- 1476 - Antonio Dolciati, religioso italiano († 1530)

## XVI secolo(8)
- 1517 - Francisco de Hollanda, pittore portoghese († 1585)
- 1536 - Cesare I Gonzaga, nobile italiano († 1575)
- 1546 - Pedro Álvarez de Toledo y Colonna, diplomatico e nobile spagnolo († 1627)
- 1547 - Giovanni Bonifacio, scrittore, giurista e storiografo italiano († 1635)
- 1551 - Aoyama Tadanari, militare giapponese († 1613)
- 1577 - Pietro Tacca, scultore italiano († 1640)
- 1593 - Mumtaz Mahal, nobildonna persiana († 1631)
- 1597 - Philipp Friedrich von Breuner, vescovo cattolico austriaco († 1669)

## XVII secolo(17)
- 1610 - Francesco I d'Este, nobile italiano († 1658)
- 1618 - Giacomo Ruffo, arcivescovo cattolico italiano († 1691)
- 1620 - Isabella Leonarda, compositrice e religiosa italiana († 1704)
- 1623 - Sidonia Elisabetta di Salm-Reifferscheidt, nobildonna tedesca († 1686)
- 1631 - Charles Porter, politico irlandese († 1696)
- 1634 - Thomas Tryon, mercante, scrittore e saggista inglese († 1703)
- 1638 - Pietro de Fusco, giurista italiano († 1703)
- 1644 - Juan Cabanilles, organista e compositore spagnolo († 1712)
- 1645 - Giovanni Filippo Certani, presbitero italiano († 1717)
- 1646 - Magnus Daniel Omeis, poeta e filosofo tedesco († 1708)
- 1656 - Guillaume Dubois, cardinale e arcivescovo cattolico francese († 1723)
- 1656 - Johann Caspar Ferdinand Fischer, compositore, clavicembalista e organista tedesco († 1746)
- 1664 - Marcellino Corio, cardinale italiano († 1742)
- 1666 - Ivan V di Russia, sovrano († 1696)
- 1675 - Giacomo Caracciolo, arcivescovo cattolico, diplomatico e funzionario italiano († 1718)
- 1683 - Giovan Maria Borsotto, architetto svizzero († 1760)
- 1697 - Jacopo Muselli, numismatico e antiquario italiano († 1768)

## XVIII secolo(38)
- 1707 - Francesco Piazza, vescovo cattolico italiano († 1769)
- 1714 - Robert Whytt, medico scozzese († 1776)
- 1721 - Fortunat Bergant, pittore sloveno († 1769)
- 1722 - Cristiano IV del Palatinato-Zweibrücken, duca tedesco († 1775)
- 1729 - Filippo Carandini, cardinale italiano († 1810)
- 1729 - Moses Mendelssohn, filosofo tedesco († 1786)
- 1732 - Vicente Tofiño de San Miguel, navigatore e cartografo spagnolo († 1795)
- 1740 - Alessandro Filangieri, generale e politico italiano († 1806)
- 1741 - David Rossi, pittore, decoratore e architetto italiano († 1827)
- 1745 - Giuseppe Maria Bonzanigo, scultore e ebanista italiano († 1820)
- 1747 - Luigi Alessandro di Borbone, principe francese († 1768)
- 1751 - Luigi Pandolfi, cardinale italiano († 1824)
- 1753 - Marzio Mastrilli, politico e diplomatico italiano († 1833)
- 1756 - Francesco Maria Franceschinis, matematico italiano († 1840)
- 1757 - Gilbert du Motier de La Fayette, generale e politico francese († 1834)
- 1758 - Pierre-Augustin Hulin, generale francese († 1841)
- 1766 - John Dalton, chimico, fisico e meteorologo inglese († 1844)
- 1769 - Bohuslav Tablic, poeta, traduttore e pastore protestante slovacco († 1832)
- 1772 - Lodewijk van Heiden, ammiraglio olandese († 1850)
- 1780 - Pierre-Jacques-René Denne-Baron, scrittore francese († 1854)
- 1781 - Georges Klein de Kleinenberg, generale francese († 1856)
- 1781 - Vincent Novello, editore e musicista britannico († 1861)
- 1787 - Emilia de Rodat, religiosa francese († 1852)
- 1787 - Salvatore Viale, scrittore e poeta italiano († 1861)
- 1788 - Friedrich Wilhelm Schadow, pittore tedesco († 1862)
- 1790 - Vera Fëdorovna Gagarina, nobildonna russa († 1886)
- 1790 - Agostino Saccozzi, generale italiano († 1865)
- 1792 - Mario Mattei, cardinale e vescovo cattolico italiano († 1870)
- 1794 - August von Cetto, diplomatico e nobile tedesco († 1879)
- 1795 - Achille Baraguey d'Hilliers, generale francese († 1878)
- 1795 - Stefano Braggio, politico italiano († 1868)
- 1795 - Marino Torlonia, nobile e imprenditore italiano († 1865)
- 1795 - Frances Wright, scrittrice scozzese († 1852)
- 1796 - Charles Follen, poeta e docente tedesco († 1840)
- 1797 - William Smith, politico e avvocato statunitense († 1887)
- 1799 - Johan Magnus Almqvist, teologo svedese († 1873)
- 1800 - Catharine Beecher, educatrice statunitense († 1878)
- 1800 - Maurizio Quadrio, patriota italiano († 1876)

## XIX secolo(166)
- 1802 - Alcide Dessalines d'Orbigny, naturalista francese († 1857)
- 1803 - Aristodemo Costoli, scultore italiano († 1871)
- 1803 - Charles Rabou, romanziere e giornalista francese († 1871)
- 1804 - Maria Federica d'Assia-Kassel, principessa tedesca († 1888)
- 1806 - Juan Eugenio Hartzenbusch, drammaturgo, scrittore e filologo spagnolo († 1880)
- 1806 - Hans Heinrich Hürlimann, imprenditore e politico svizzero († 1875)
- 1808 - Abd el-Kader, militare e politico algerino († 1883)
- 1809 - Bruno Bauer, filosofo e teologo tedesco († 1882)
- 1810 - Ercole Oldofredi Tadini, politico italiano († 1877)
- 1816 - John Cassin, ornitologo statunitense († 1869)
- 1817 - Mihail Kogălniceanu, avvocato, storico e politico romeno († 1891)
- 1819 - William Starke Rosecrans, inventore, diplomatico e politico statunitense († 1898)
- 1825 - Giovanni Fattori, pittore e incisore italiano († 1908)
- 1829 - Johann Peter Grieß, chimico tedesco († 1888)
- 1829 - Maria Elizabeth Zakrzewska, medica tedesca († 1902)
- 1833 - Filippo Mariotti, politico italiano († 1911)
- 1836 - Francesco Alimena, avvocato e politico italiano († 1902)
- 1836 - John Atkinson Grimshaw, pittore britannico († 1893)
- 1838 - Duleep Singh, principe indiano († 1893)
- 1838 - Henry George Madan, chimico britannico († 1901)
- 1838 - Cesare Michieli, patriota italiano († 1889)
- 1840 - Edwin Felix Thomas Atkinson, entomologo irlandese († 1890)
- 1840 - William Henry Harrison Miller, politico e avvocato statunitense († 1917)
- 1842 - Victor-Onésime-Quirin Laurans, vescovo cattolico francese († 1911)
- 1847 - Vittorio II di Ratibor, principe tedesco († 1923)
- 1849 - Guido von Call zu Rosenburg und Kulmbach, politico, diplomatico e nobile austriaco († 1927)
- 1850 - Léon-Adolphe Amette, cardinale e arcivescovo cattolico francese († 1920)
- 1850 - Louis Apol, pittore olandese († 1936)
- 1850 - Frants Buhl, orientalista e biblista danese († 1932)
- 1851 - Alfonso Maria Palanza, botanico italiano († 1899)
- 1851 - Heinrich Wilhelm Pelizaeus, banchiere tedesco († 1930)
- 1852 - Charalampos Anninos, scrittore greco († 1934)
- 1853 - Giuseppe Sordini, archeologo, critico d'arte e funzionario italiano († 1914)
- 1854 - Jan Monchablon, pittore francese († 1904)
- 1854 - Georges Picquart, militare e politico francese († 1914)
- 1854 - Max Wladimir von Beck, politico austriaco († 1943)
- 1856 - Archibald Hunter, generale britannico († 1936)
- 1856 - William Edward de Winton, zoologo britannico († 1922)
- 1857 - Lestocq Robert Erskine, tennista britannico († 1916)
- 1857 - Ernst Fabricius, storico e archeologo tedesco († 1942)
- 1857 - Zelia Nuttall, archeologa e etnologa statunitense († 1933)
- 1860 - Jane Addams, scrittrice e attivista statunitense († 1935)
- 1861 - William Lane, giornalista britannico († 1917)
- 1863 - Giovanni Sardi, architetto italiano († 1913)
- 1863 - Jessie Willcox Smith, illustratrice statunitense († 1935)
- 1864 - Nicola Savoldi, pittore, decoratore e giudice italiano († 1952)
- 1865 - George Davidson, dirigente sportivo, imprenditore e ciclista su strada britannico († 1956)
- 1867 - Lucile Fain, golfista francese († 1942)
- 1867 - Adolphe Rouleau, schermidore francese († 1937)
- 1867 - Johan Søhr, giurista norvegese († 1949)
- 1868 - Georges de Feure, pittore e designer francese († 1943)
- 1868 - Salvatore Franco, inventore italiano († 1934)
- 1868 - Axel Hägerström, filosofo svedese († 1939)
- 1868 - Heinrich Häberlin, politico svizzero († 1947)
- 1869 - Karl Friedrich von Auwers, chimico tedesco († 1939)
- 1869 - Giulio Catoni, scienziato italiano († 1950)
- 1869 - Walford Davies, compositore inglese († 1941)
- 1869 - James Keteltas Hackett, attore teatrale statunitense († 1926)
- 1869 - Felix Salten, scrittore ungherese († 1945)
- 1870 - Frederick George Donnan, chimico irlandese († 1956)
- 1870 - Élie Halévy, storico e filosofo francese († 1937)
- 1871 - Charles Giblyn, regista e attore statunitense († 1934)
- 1872 - Oddo Casagrandi, medico italiano († 1943)
- 1872 - Murray Fraser Sueter, ammiraglio inglese († 1960)
- 1872 - Karl Vossler, filologo e italianista tedesco († 1949)
- 1873 - Manfredi Porena, filologo italiano († 1955)
- 1873 - Elisabetta di Waldeck e Pyrmont, nobildonna († 1961)
- 1875 - Giuseppe Cangiano, poliziotto italiano († 1920)
- 1875 - Giuseppe Santonastaso, politico e avvocato italiano († 1959)
- 1875 - Giovanni Voltini, pittore e scenografo italiano († 1964)
- 1876 - Harry Allen, golfista statunitense († 1924)
- 1876 - John James Rickard Macleod, medico britannico († 1935)
- 1877 - Buddy Bolden, musicista statunitense († 1931)
- 1877 - Ottilie von Faber-Castell, imprenditrice tedesca († 1944)
- 1878 - Guido Po, ammiraglio e scrittore italiano († 1961)
- 1879 - Barry Vincent Jackson, regista, scenografo e impresario teatrale inglese († 1961)
- 1879 - Knud Knudsen, ginnasta norvegese († 1954)
- 1879 - Johan Nygaardsvold, politico norvegese († 1952)
- 1879 - Fernand Rivers, attore, regista e produttore cinematografico francese († 1960)
- 1879 - Max Schreck, attore tedesco († 1936)
- 1879 - Adolf Strauß, generale tedesco († 1973)
- 1879 - Joseph Wirth, politico tedesco († 1956)
- 1880 - Émile Duplat, ammiraglio francese († 1945)
- 1880 - Luigi Menegazzoli, compositore e organista italiano († 1970)
- 1880 - Jean-Louis Pisuisse, cabarettista, cantautore e giornalista olandese († 1927)
- 1881 - Giovanni Drei, archivista e storico italiano († 1950)
- 1881 - Paul Powell, regista, sceneggiatore e produttore cinematografico statunitense († 1944)
- 1882 - Sante Ancherani, calciatore, allenatore di calcio e dirigente sportivo italiano († 1971)
- 1882 - Paul Fischer, calciatore tedesco
- 1882 - Giovanni Goccione, calciatore italiano († 1952)
- 1883 - Pietro Loro Piana, ingegnere e imprenditore italiano († 1941)
- 1883 - Sofija Karlovna Buxhowden, nobildonna russa († 1956)
- 1884 - Julien Lahaut, sindacalista e politico belga († 1950)
- 1884 - Hans Lindman, calciatore svedese († 1957)
- 1884 - Arduino Polla, militare italiano († 1955)
- 1884 - Emerson Whithorne, compositore e musicologo statunitense († 1958)
- 1885 - Franz Theodor Csokor, commediografo e scrittore austriaco († 1969)
- 1885 - Otto Kruger, attore statunitense († 1974)
- 1885 - Dimitrios Loundras, ginnasta greco († 1970)
- 1886 - Hans von Obstfelder, generale tedesco († 1976)
- 1886 - William Passmore, giocatore di lacrosse statunitense († 1955)
- 1886 - Edgar Rubin, psicologo danese († 1951)
- 1886 - Ernst Strohschneider, aviatore austro-ungarico († 1918)
- 1887 - Alfredo Pagani, ostacolista, lunghista e multiplista italiano († 1984)
- 1887 - Pavel Petrovič Postyšev, politico sovietico († 1939)
- 1888 - William Anderson, pistard canadese († 1928)
- 1888 - Red Faber, giocatore di baseball statunitense († 1976)
- 1888 - Edward Hearn, attore statunitense († 1963)
- 1888 - Joseph P. Kennedy, politico, diplomatico e imprenditore statunitense († 1969)
- 1888 - Adam Massinger, astronomo tedesco († 1914)
- 1888 - Otto Nückel, pittore e illustratore tedesco († 1955)
- 1889 - George Hively, montatore e sceneggiatore statunitense († 1950)
- 1889 - Spartaco Lavagnini, sindacalista, politico e giornalista italiano († 1921)
- 1889 - Louis Silvers, compositore statunitense († 1954)
- 1890 - Clara Kimball Young, attrice e produttrice cinematografica statunitense († 1960)
- 1890 - Giuseppe Malagodi, pittore italiano († 1968)
- 1890 - Attilio Prevost, fotoreporter, ingegnere e imprenditore italiano († 1954)
- 1891 - Rowland V. Lee, regista, sceneggiatore e produttore cinematografico statunitense († 1975)
- 1891 - Camille Mandrillon, fondista e sciatore di pattuglia militare francese († 1969)
- 1891 - Paul Mulla, presbitero e islamista turco († 1959)
- 1891 - John Charles Thomas, baritono statunitense († 1960)
- 1891 - Yrjö Väisälä, astronomo, fisico e esperantista finlandese († 1971)
- 1891 - Yang Chongrui, medico cinese († 1983)
- 1892 - Edward Victor Appleton, fisico britannico († 1965)
- 1892 - Luigi Fedeli, compositore italiano († 1927)
- 1892 - Laurence Markham Huey, ornitologo statunitense († 1963)
- 1892 - Vittore Marchi, filosofo, magistrato e militare italiano († 1981)
- 1892 - Antonio Marino, calciatore italiano
- 1892 - Max Woosnam, tennista e calciatore inglese († 1965)
- 1893 - Irving Bacon, attore statunitense († 1965)
- 1893 - Giuseppe Balestrazzi, giornalista, attivista e saggista italiano († 1983)
- 1893 - Angelo Bettini, politico e partigiano italiano († 1944)
- 1893 - John W. Bricker, politico statunitense († 1986)
- 1893 - Piero Carnabuci, attore italiano († 1958)
- 1893 - Claire Chennault, generale statunitense († 1958)
- 1893 - Francesco Ferrari, politico italiano († 1980)
- 1893 - Johannes Mayer, generale tedesco († 1963)
- 1893 - Robert Nichols, poeta e commediografo britannico († 1944)
- 1894 - Pierre Dewin, pallanuotista belga
- 1895 - Rosa Rolanda, pittrice, fotografa e ballerina statunitense († 1970)
- 1895 - Walter Dornberger, militare tedesco († 1980)
- 1895 - Giuseppe Gorla, politico italiano († 1970)
- 1895 - Adolf Trotz, regista e sceneggiatore tedesco
- 1896 - Balbino Clemente, calciatore spagnolo († 1941)
- 1896 - Beatrice Dominguez, ballerina e attrice statunitense († 1921)
- 1896 - Ettore Gasparini, calciatore italiano
- 1896 - Erling Gustavsen, calciatore norvegese († 1981)
- 1896 - Richard Hull, scrittore britannico († 1973)
- 1896 - Mario Praz, saggista, anglista e scrittore italiano († 1982)
- 1896 - Karl August Wittfogel, sociologo e sinologo tedesco († 1988)
- 1897 - Sandy Archibald, calciatore e allenatore di calcio scozzese († 1946)
- 1897 - Emilio Bonato, calciatore italiano († 1982)
- 1897 - Stan Earle, calciatore inglese († 1971)
- 1897 - Tom Florie, calciatore statunitense († 1966)
- 1897 - Jack King, pistard australiano († 1983)
- 1897 - Hinnerk Scheper, fotografo, urbanista e designer tedesco († 1957)
- 1897 - Clemente Vismara, presbitero e missionario italiano († 1988)
- 1898 - Clyde King, canottiere statunitense († 1982)
- 1898 - Preston Steiger, pallanuotista statunitense († 1931)
- 1899 - Georg Leibbrandt, diplomatico tedesco († 1982)
- 1900 - Vălko Červenkov, politico bulgaro († 1980)
- 1900 - Julien Green, scrittore e drammaturgo statunitense († 1998)
- 1900 - Irene Harand, attivista austriaca († 1975)
- 1900 - Pál Kalmár, cantante ungherese († 1988)
- 1900 - Charles Kemper, attore statunitense († 1950)
- 1900 - Jacques Moeschal, calciatore belga († 1956)

## XX secolo(879)
- 1901 - Giovanni Costa, calciatore italiano († 1968)
- 1902 - José Arana Cruz, calciatore e allenatore di calcio peruviano
- 1902 - Sylvanus Olympio, politico togolese († 1963)
- 1902 - Achille Pintonello, ingegnere italiano († 1994)
- 1903 - William Ross Ashby, psichiatra britannico († 1972)
- 1904 - Alta Allen, attrice statunitense († 1998)
- 1904 - Angelo Bianchi, calciatore italiano
- 1904 - Groff Conklin, critico letterario e curatore editoriale statunitense († 1968)
- 1904 - Tom Fillingham, calciatore inglese († 1960)
- 1904 - Harry Hoijer, antropologo e linguista statunitense († 1976)
- 1904 - Ray McCarey, regista e sceneggiatore statunitense († 1948)
- 1904 - Erminio Parmesani, calciatore italiano († 1960)
- 1904 - Pietro Quinto, ginecologo italiano († 1987)
- 1904 - Maxie Rosenbloom, pugile e attore statunitense († 1976)
- 1904 - Richard Waghorn, aviatore e militare britannico († 1931)
- 1905 - Alfred Burger, chimico austriaco († 2000)
- 1905 - Walther Müller, fisico tedesco († 1979)
- 1905 - Christopher Joseph Weldon, vescovo cattolico statunitense († 1982)
- 1906 - Maria Cibrario Cinquini, matematica italiana († 1992)
- 1906 - Jules Deschepper, ciclista su strada belga († 1988)
- 1906 - Luis Federico Leloir, biochimico argentino († 1987)
- 1906 - Peng Shaohui, generale cinese († 1978)
- 1907 - Bruno Balke, alpinista, medico e fisiologo tedesco († 1999)
- 1907 - Mario Cerutti, prefetto italiano († 2002)
- 1907 - Elizabeth Ferrars, scrittrice britannica († 1995)
- 1907 - Maurice George Kendall, statistico inglese († 1983)
- 1907 - Grigorij Jakovlevič Koltunov, regista sovietico († 1999)
- 1907 - Ilse Schwidetzky, antropologa tedesca († 1997)
- 1908 - Anthony Wagner, genealogista inglese († 1995)
- 1908 - Pietro Caramello, presbitero e filosofo italiano († 1997)
- 1908 - Louis Essen, fisico inglese († 1997)
- 1908 - Salvatore Fidomanzo, calciatore italiano
- 1908 - Sisto Gillarduzzi, sciatore alpino e bobbista italiano († 1989)
- 1908 - Abdellah Guennoun, scrittore marocchino († 1989)
- 1908 - Dorothy Gulliver, attrice statunitense († 1997)
- 1908 - Vladimir Aleksandrovič Kotel'nikov, ingegnere sovietico († 2005)
- 1908 - Remo Piana, cestista italiano († 1943)
- 1908 - Fritz Spengler, pallamanista tedesco († 2003)
- 1908 - Yashwant Rao Holkar II, principe indiano († 1961)
- 1908 - Korczak Ziolkowski, scultore statunitense († 1982)
- 1909 - Otello Abbruciati, pugile italiano († 1967)
- 1909 - José Cabrero Arnal, fumettista spagnolo († 1982)
- 1909 - Eugenio Cassani, imprenditore, inventore e dirigente d'azienda italiano († 1959)
- 1909 - Michael Galitzen, tuffatore statunitense († 1959)
- 1909 - Michael Gordon, regista statunitense († 1993)
- 1909 - Severino Minelli, allenatore di calcio e calciatore svizzero († 1994)
- 1909 - Gigi Proietti, pugile e allenatore di pugilato italiano († 1973)
- 1910 - Guido Dossena, allenatore di calcio e calciatore italiano († 1985)
- 1910 - Walter Giesler, calciatore e allenatore di calcio statunitense († 1976)
- 1910 - Jean Lion, imprenditore e partigiano francese († 1957)
- 1911 - Lino Zambrini, militare italiano († 1939)
- 1912 - Michele Andreolo, calciatore e allenatore di calcio uruguaiano († 1981)
- 1912 - Ildo Barsanti, politico italiano († 2005)
- 1912 - Indro Cenci, allenatore di calcio e calciatore italiano († 1968)
- 1912 - Jacques Fath, stilista francese († 1954)
- 1912 - Giorgio Giaretta, calciatore italiano († 1981)
- 1912 - Paul Henry, calciatore belga († 1989)
- 1912 - Ignacio Iglesias, politico e antifascista spagnolo († 2005)
- 1912 - Leopoldas Kepalas, cestista lituano († 1983)
- 1912 - Alfio Marchini, partigiano, imprenditore e dirigente sportivo italiano († 1988)
- 1912 - Nicolas Schöffer, artista ungherese († 1992)
- 1912 - Herb Wildman, pallanuotista statunitense († 1989)
- 1913 - Loris Borgioli, calciatore e allenatore di calcio italiano († 1993)
- 1913 - Germinal Concordia, partigiano, anarchico e politico italiano († 1980)
- 1913 - Gustave Danneels, ciclista su strada e pistard belga († 1976)
- 1913 - Riccardo Di Santo, calciatore e allenatore di calcio italiano († 2004)
- 1913 - Henri Disy, pallanuotista belga († 1989)
- 1913 - Marie-Thérèse Eyquem, attivista francese († 1978)
- 1913 - Georg Friedel, calciatore tedesco († 1987)
- 1913 - Julie Gibson, attrice statunitense († 2019)
- 1913 - Ben Goldfaden, cestista statunitense († 2013)
- 1913 - Kenneth Kennedy, pattinatore di velocità su ghiaccio, hockeista su ghiaccio e dirigente sportivo australiano († 1985)
- 1913 - Leônidas, calciatore e allenatore di calcio brasiliano († 2004)
- 1913 - Ross Munro, giornalista e editore canadese († 1990)
- 1914 - Artie Bell, pilota motociclistico britannico († 1972)
- 1914 - Jerry Bush, cestista e allenatore di pallacanestro statunitense († 1976)
- 1914 - Ottorino Dugini, allenatore di calcio e calciatore italiano († 1997)
- 1915 - Renzo Amadesi, calciatore italiano († 2005)
- 1915 - Arrigo Boldrini, partigiano e politico italiano († 2008)
- 1915 - Antonio Cunial, vescovo cattolico italiano († 1982)
- 1915 - Alberto Frigeri, calciatore italiano
- 1915 - Umberto Silvestri, lottatore, rugbista a 15 e allenatore di rugby a 15 italiano († 2009)
- 1915 - Franz Josef Strauß, politico tedesco († 1988)
- 1916 - Robert N. Anthony, economista statunitense († 2006)
- 1916 - Enar Josefsson, fondista svedese († 1989)
- 1917 - John Berry, regista, sceneggiatore e attore statunitense († 1999)
- 1917 - Philipp von Boeselager, militare tedesco († 2008)
- 1917 - Charley Burley, pugile statunitense († 1992)
- 1917 - Henryk Jaźnicki, calciatore, cestista e pallavolista polacco († 2004)
- 1917 - Ary dos Santos Furtado, cestista brasiliano
- 1918 - Ferdinando Di Nardo, politico e avvocato italiano († 1996)
- 1918 - Ludwig Hörmann, ciclista su strada e pistard tedesco († 2001)
- 1918 - Ray Wright, calciatore inglese († 1987)
- 1919 - Mario Allegretti, militare e partigiano italiano († 1945)
- 1919 - Carlo Bettin, calciatore italiano
- 1919 - Antonio Gordini, calciatore italiano († 2000)
- 1919 - Wilson Greatbatch, ingegnere e inventore statunitense († 2011)
- 1919 - Antenore Marmiroli, allenatore di calcio e calciatore italiano († 1998)
- 1919 - Ray Middleton, allenatore di calcio e calciatore inglese († 1977)
- 1919 - John Mitchum, attore statunitense († 2001)
- 1920 - Giorgi Antadze, calciatore e allenatore di calcio sovietico († 1987)
- 1920 - Roberto Costa, partigiano, giornalista e scrittore italiano († 1985)
- 1920 - Peter Fellin, pittore italiano († 1999)
- 1920 - Jovan Jezerkić, calciatore jugoslavo († 2000)
- 1920 - Luigi Macario, sindacalista e politico italiano († 1994)
- 1920 - Alberto Meroni, calciatore italiano
- 1921 - Jeannette Batti, attrice francese († 2011)
- 1921 - Mauro De Mauro, giornalista italiano († 1970)
- 1921 - Gaio Fratini, poeta e giornalista italiano († 1999)
- 1921 - Carmen Laforet, scrittrice spagnola († 2004)
- 1921 - Sergio Persia, calciatore italiano († 2009)
- 1921 - Paride Rombi, scrittore italiano († 1997)
- 1921 - Giuseppe Rose, anarchico, pittore e poeta italiano († 1975)
- 1921 - Norman Joseph Woodland, ingegnere e inventore statunitense († 2012)
- 1922 - Ilia Coppi, partigiana e politica italiana († 2016)
- 1922 - Alma Sabatini, linguista e attivista italiana († 1988)
- 1922 - Gina Tiossi, italiana († 2014)
- 1922 - Austin Wright, scrittore, critico letterario e saggista statunitense († 2003)
- 1923 - Nada Dimić, partigiana jugoslava († 1942)
- 1923 - Ali Neshat, generale iraniano († 1979)
- 1923 - Pietro II di Jugoslavia, re jugoslavo († 1970)
- 1923 - Rurik Spolidoro, partigiano italiano († 1945)
- 1923 - Eloy Tato Losada, vescovo cattolico e missionario spagnolo († 2022)
- 1924 - Mario De Donà, designer italiano († 2009)
- 1924 - Bruno Viola, militare e partigiano italiano († 1944)
- 1924 - Fouad el-Mohandes, attore, cantante e conduttore radiofonico egiziano († 2006)
- 1925 - Antonio Bellino, politico italiano († 2016)
- 1925 - Andrea Camilleri, scrittore, sceneggiatore e regista italiano († 2019)
- 1925 - Giuseppe Giacovazzo, giornalista, scrittore e politico italiano († 2012)
- 1925 - Chedli Klibi, politico tunisino († 2020)
- 1925 - Jimmy Reed, cantante statunitense († 1976)
- 1926 - Claus van Amsberg, nobile tedesco († 2002)
- 1926 - The Sheik, wrestler statunitense († 2003)
- 1926 - Alessandro Giordano, politico italiano († 2012)
- 1926 - Shinichi Hoshi, scrittore di fantascienza giapponese († 1997)
- 1926 - Maurice Prather, fotografo e regista statunitense († 2001)
- 1926 - Henri Van Kerckhove, ciclista su strada belga († 1999)
- 1926 - Erwin Wilhelm, calciatore tedesco († 2012)
- 1927 - Chris Adams, calciatore inglese († 2012)
- 1928 - Piergiorgio Branzi, giornalista e fotografo italiano († 2022)
- 1928 - Paul Chemetov, architetto e urbanista francese († 2024)
- 1928 - Fumihiko Maki, architetto giapponese († 2024)
- 1928 - Robert M. Pirsig, scrittore e filosofo statunitense († 2017)
- 1928 - Rudol'f Pljukfel'der, ex sollevatore sovietico
- 1928 - Evgenij Fëdorovič Svetlanov, compositore e direttore d'orchestra russo († 2002)
- 1928 - Sid Watkins, neurologo e chirurgo inglese († 2012)
- 1929 - Cyrus Atabay, poeta e traduttore iraniano († 1996)
- 1929 - Carlo Cisventi, fotografo e fotoreporter italiano († 1988)
- 1929 - Keith Gardner, velocista e ostacolista giamaicano († 2012)
- 1929 - Edvardas Gudavičius, ingegnere e storico lituano († 2020)
- 1929 - Yash Johar, produttore cinematografico indiano († 2004)
- 1929 - Albino Longhi, giornalista italiano († 2018)
- 1929 - Beppe Menegatti, regista teatrale italiano († 2024)
- 1929 - Charles Moffett, batterista statunitense († 1997)
- 1930 - Giuseppe Angelico, imprenditore italiano († 2009)
- 1930 - Daniele Barioni, tenore italiano († 2022)
- 1930 - Salvatore De Giorgi, cardinale e arcivescovo cattolico italiano
- 1930 - Akiji Kobayashi, attore giapponese († 1996)
- 1930 - Kyotaro Nishimura, scrittore giapponese († 2022)
- 1930 - Francesco Parisi, politico italiano († 2016)
- 1931 - Sander Levin, politico e avvocato statunitense
- 1931 - Bassano Staffieri, vescovo cattolico italiano († 2018)
- 1932 - Giuseppe Gaspari, calciatore italiano († 2025)
- 1932 - Giampaolo Matteuzzi, ex velocista italiano
- 1932 - Silvia Monelli, attrice, doppiatrice e direttrice del doppiaggio italiana († 2021)
- 1932 - Aldo Notari, giocatore di baseball e dirigente sportivo italiano († 2006)
- 1932 - Gilles Tremblay, compositore canadese († 2017)
- 1933 - Michel Duc-Goninaz, esperantista francese († 2016)
- 1933 - Axel Leijonhufvud, economista svedese († 2022)
- 1933 - Alda Monico, docente e scrittrice italiana († 2018)
- 1934 - Lawrence Anastasi, schermidore statunitense († 2024)
- 1934 - Gian Piero De Caroli, pittore e progettista italiano († 2024)
- 1934 - Oleg Kalugin, ex militare e agente segreto sovietico
- 1934 - Jody McCrea, attore statunitense († 2009)
- 1934 - Paul Naschy, attore, sceneggiatore e regista spagnolo († 2009)
- 1934 - Fulco Pratesi, ambientalista e giornalista italiano († 2025)
- 1934 - Gigi Reggi, giornalista, autore televisivo e produttore televisivo italiano
- 1934 - Pietro Santin, allenatore di calcio e calciatore italiano († 2017)
- 1934 - Michel Vermeulin, ex ciclista su strada francese
- 1935 - Anthony Antico, mafioso statunitense († 2020)
- 1935 - Mario Barluzzi, calciatore e allenatore di calcio italiano († 2021)
- 1935 - Giovanni Castellani, politico e matematico italiano
- 1935 - Isabelle Collin Dufresne, artista francese († 2014)
- 1935 - Gaetano Fidanzati, mafioso italiano († 2013)
- 1935 - Giuseppe Gagliardi, ex calciatore italiano
- 1935 - Veli Lehtelä, canottiere finlandese († 2020)
- 1935 - Marcello Truzzi, sociologo statunitense († 2003)
- 1935 - Jock Wallace, allenatore di calcio e calciatore britannico († 1996)
- 1936 - Lionello Cammarota, musicologo e direttore d'orchestra italiano
- 1936 - Gianna Quinti, cantante italiana
- 1936 - Ariella Reggio, attrice italiana
- 1936 - Rocco Talucci, arcivescovo cattolico italiano
- 1937 - Sergio Aragonés, fumettista e scrittore spagnolo
- 1937 - Alfredo Caprari, politico italiano († 2003)
- 1937 - Irina Bajanovna Solov'ëva, cosmonauta e militare russa
- 1937 - Francesco Speranza, politico italiano
- 1937 - Jo Anne Worley, attrice e doppiatrice statunitense
- 1938 - Martin Hocke, scrittore inglese († 2005)
- 1938 - Dennis Oppenheim, performance artist statunitense († 2011)
- 1938 - Joan Tower, compositrice, pianista e direttrice d'orchestra statunitense
- 1938 - Carlos Cezar de Souza, calciatore brasiliano († 2011)
- 1939 - Albert Bergamelli, criminale francese († 1982)
- 1939 - Enrico Bramati, ex calciatore italiano
- 1939 - David Allan Coe, cantautore e chitarrista statunitense
- 1939 - Gérard Fromanger, pittore, scultore e fotografo francese († 2021)
- 1939 - Susumu Tonegawa, biologo giapponese
- 1939 - Luigi Travaglino, arcivescovo cattolico e diplomatico italiano
- 1940 - Elwyn Berlekamp, matematico statunitense († 2019)
- 1940 - Walter Skocik, allenatore di calcio e ex calciatore austriaco
- 1940 - Chuck Vincent, regista e sceneggiatore statunitense († 1991)
- 1941 - Mario Bacher, fondista, combinatista nordico e scialpinista italiano († 2014)
- 1941 - Danny K. Davis, politico statunitense
- 1941 - Phil Johnson, ex cestista e allenatore di pallacanestro statunitense
- 1941 - Monica Mason, ex ballerina e direttrice artistica sudafricana
- 1941 - Gloria Negrete McLeod, politica statunitense
- 1941 - Clayton R. Paul, ingegnere elettronico statunitense († 2012)
- 1941 - Gerry Ward, ex cestista statunitense
- 1941 - John Whetton, ex mezzofondista britannico
- 1942 - Flavio Merkel, critico cinematografico italiano († 2004)
- 1942 - Gian Pio Torricelli, artista e poeta italiano († 2018)
- 1943 - Francesco Biasin, vescovo cattolico e missionario italiano
- 1943 - Antoon Houbrechts, ex ciclista su strada belga
- 1943 - Richard Roberts, biochimico e biologo inglese
- 1943 - Bobby Saxton, allenatore di calcio e ex calciatore inglese
- 1943 - Roger Waters, cantautore, polistrumentista e compositore britannico
- 1944 - Pierluigi Aprà, attore italiano († 1981)
- 1944 - Christian Boltanski, artista, fotografo e regista francese († 2021)
- 1944 - Franco Caracciolo, attore e nobile italiano († 1992)
- 1944 - Lorraine Dodd, atleta paralimpica, nuotatrice e tennistavolista australiana († 2004)
- 1944 - Jean-Claude Gayssot, politico francese
- 1944 - Donna Haraway, filosofa e docente statunitense
- 1944 - Swoosie Kurtz, attrice statunitense
- 1944 - Juan Carlos Paz, ex calciatore uruguaiano
- 1944 - Brian Sharples, ex calciatore inglese
- 1944 - Generoso Simeone, politico italiano († 2000)
- 1945 - Severino Antinori, medico italiano
- 1945 - Niels Peter Lemche, biblista e teologo danese
- 1945 - Gō Nagai, fumettista, animatore e sceneggiatore giapponese
- 1945 - Victor Ramahatra, politico e militare malgascio
- 1945 - Quino Sierra, ex calciatore spagnolo
- 1945 - Jan-Axel Strøm, ex slittinista norvegese
- 1946 - Ron Boone, ex cestista statunitense
- 1946 - Gian Mauro Borsano, ingegnere, imprenditore e politico italiano
- 1946 - Ángel Cappa, allenatore di calcio e ex calciatore argentino
- 1946 - Bryan Daniel O'Connor, ex astronauta e militare statunitense
- 1946 - Alberto Silvani, vescovo cattolico italiano
- 1946 - Tony Taylor, allenatore di calcio e ex calciatore scozzese
- 1947 - Antonio Bongiorni, ex calciatore italiano
- 1947 - Mariolina Bongiovanni Bertini, francesista e critica letteraria italiana
- 1947 - Branko Buljević, ex calciatore jugoslavo
- 1947 - Jane Curtin, attrice e comica statunitense
- 1947 - Luciano De Liberato, pittore italiano
- 1947 - Roberto Ferrario, giornalista, editore e imprenditore italiano († 2010)
- 1947 - John Grefe, scacchista statunitense († 2013)
- 1947 - Per Haftorsen, ex calciatore norvegese
- 1947 - Sylvester, cantautore statunitense († 1988)
- 1947 - John Kline, politico e militare statunitense
- 1947 - Francesco Lambiasi, vescovo cattolico italiano
- 1947 - Cletus Chandrasiri Perera, vescovo cattolico cingalese
- 1947 - Bruce Rioch, ex calciatore e allenatore di calcio scozzese
- 1947 - Sergio Vetrella, politico italiano
- 1947 - Keone Young, attore e doppiatore statunitense
- 1947 - Giampaolo di Cocco, artista, architetto e scrittore italiano
- 1948 - Karlos Arguiñano, cuoco spagnolo
- 1948 - Pedro María Artola, ex calciatore spagnolo
- 1948 - Susan Blakely, attrice statunitense
- 1948 - Masna Bolkiah, principessa e funzionaria bruneiana
- 1948 - Giuseppe Consolo, politico italiano († 2024)
- 1948 - Alfonso Gialdini, scultore e ingegnere italiano
- 1948 - Csaba Hegedűs, ex lottatore ungherese
- 1948 - Werner Schwärzel, pilota motociclistico tedesco
- 1949 - Efua Dorkenoo, attivista ghanese († 2014)
- 1949 - Hiroshi Kashiwabara, sceneggiatore giapponese
- 1949 - Iris Robinson, ex politica nordirlandese
- 1949 - Rakesh Roshan, attore, produttore cinematografico e regista indiano
- 1949 - Ole Skouboe, allenatore di calcio e ex calciatore danese
- 1949 - Tommy Lee Wallace, regista, sceneggiatore e scenografo statunitense
- 1949 - Mike Zeck, fumettista statunitense
- 1950 - Tseng Kwong Chi, fotografo hongkonghese († 1990)
- 1950 - Robyn Davidson, scrittrice australiana
- 1950 - Fabio Di Capua, politico italiano
- 1950 - Sylvia Garcia, politica statunitense
- 1950 - Uwe Kagelmann, ex pattinatore artistico su ghiaccio tedesco
- 1950 - Ria Oomen-Ruijten, politica olandese
- 1951 - William Kurt Black, avvocato e docente statunitense
- 1951 - Heinz Busche, bobbista tedesco
- 1951 - Harald Gimpel, ex canoista tedesco
- 1951 - Ed Morrison, arbitro di rugby a 15 e dirigente sportivo britannico
- 1951 - Zoltán Ribli, scacchista ungherese
- 1951 - Bjørn Skjønsberg, ex calciatore norvegese
- 1951 - Alan Waldron, ex calciatore inglese
- 1951 - Šaban Šaulić, cantante serbo († 2019)
- 1952 - Dominik Graf, regista e sceneggiatore tedesco
- 1952 - Greg Griffin, ex cestista statunitense
- 1952 - Vladimir Kazačënok, allenatore di calcio e calciatore sovietico († 2017)
- 1952 - William Keating, politico statunitense
- 1952 - James Lew, attore, artista marziale e stuntman statunitense
- 1952 - Buddy Miller, cantautore, chitarrista e produttore discografico statunitense
- 1952 - Jigme Thinley, politico bhutanese
- 1953 - Renato Antonioli, ex sciatore alpino italiano
- 1953 - Gianbattista Baronchelli, ex ciclista su strada italiano
- 1953 - Wayne Bianchin, ex hockeista su ghiaccio canadese
- 1953 - Pavol Bojanovský, ex cestista e allenatore di pallacanestro cecoslovacco
- 1953 - Gianantonio Da Re, politico italiano
- 1953 - Dīmītrīs Kyzas, ex calciatore cipriota
- 1953 - Anne Lockhart, attrice statunitense
- 1953 - Graziano Malachin, ex cestista italiano
- 1953 - Leonardo Mazzantini, ex ciclista su strada italiano
- 1953 - Stauros Papadopoulos, allenatore di calcio e ex calciatore cipriota
- 1953 - Patti Yasutake, attrice statunitense († 2024)
- 1954 - Georgij Agzamov, scacchista sovietico († 1986)
- 1954 - Marco Bonometti, imprenditore italiano
- 1954 - Roberto Giovanni Carbone, medico italiano
- 1954 - Daniela Citarelli, ex cestista italiana
- 1954 - Carly Fiorina, dirigente d'azienda e politica statunitense
- 1954 - Vanni Lenna, politico italiano
- 1954 - Yolande Mukagasana, scrittrice ruandese
- 1955 - Abdul Rahman Anjan Umma, politica singalese
- 1955 - Raymond Benson, scrittore statunitense
- 1955 - Bruno Bianchi, disegnatore e animatore francese († 2011)
- 1955 - Roger Gibbins, ex calciatore inglese
- 1955 - Anne Henning, ex pattinatrice di velocità su ghiaccio statunitense
- 1955 - Mariannette Miller-Meeks, politica statunitense
- 1955 - Nino Prester, attore, doppiatore e direttore del doppiaggio italiano
- 1955 - Carl Walz, ex astronauta e ingegnere statunitense
- 1956 - Giorgio Inglese, filologo e storico della letteratura italiano
- 1956 - Novo Umberto Maerna, politico italiano
- 1956 - Bill Ritter, politico e avvocato statunitense
- 1956 - Malcolm Waldron, ex calciatore inglese
- 1956 - Klaus Zander, ex cestista tedesco
- 1957 - Patrick Bonnet, ex ciclista su strada francese
- 1957 - Buddy Carter, politico statunitense
- 1957 - Ali Divandari, vignettista, pittore e scultore iraniano
- 1957 - Christian Gajan, ex rugbista a 15 e allenatore di rugby a 15 francese
- 1957 - Živko Gospodinov, calciatore bulgaro († 2015)
- 1957 - Michaëlle Jean, politica e giornalista canadese
- 1957 - Roberto Lenarduzzi, ex calciatore italiano
- 1957 - Liz Rose, paroliera statunitense
- 1957 - Tareq el-Sabbagh, ex cestista egiziano
- 1957 - José Sócrates, politico portoghese
- 1957 - David Strassman, comico statunitense
- 1958 - The Barbarian, wrestler tongano
- 1958 - Buster Bloodvessel, cantante britannico
- 1958 - Jeff Foxworthy, attore, doppiatore e comico statunitense
- 1958 - Arsinée Khanjian, attrice e produttrice cinematografica libanese
- 1958 - Khalil Allawi, ex calciatore iracheno
- 1958 - Alan Taylor, ex cestista statunitense
- 1958 - Michael Winslow, attore e showman statunitense
- 1959 - Steinar Aulie, ex calciatore norvegese
- 1959 - Coumba Dickel Diawara, ex cestista senegalese
- 1959 - Miodrag Krivokapić, allenatore di calcio e ex calciatore montenegrino
- 1959 - Dabula Anthony Mpako, arcivescovo cattolico sudafricano
- 1959 - Paul Roland, cantautore, giornalista e scrittore britannico
- 1959 - Rosette, attrice francese
- 1959 - Brunella Selo, cantante e musicista italiana
- 1959 - Gaetano Varcasia, attore, doppiatore e regista teatrale italiano († 2014)
- 1959 - Luigi Zonghi, schermidore italiano († 2023)
- 1960 - Giulio Busi, filologo e saggista italiano
- 1960 - Corrado Callegari, politico italiano
- 1960 - Mario Cuomo, mafioso italiano († 1990)
- 1960 - Stephan Engels, allenatore di calcio e ex calciatore tedesco
- 1960 - Patrick Groc, ex schermidore francese
- 1960 - Adelino Nunes, ex calciatore portoghese
- 1960 - Oliver Parker, regista e sceneggiatore britannico
- 1960 - Filippo Piersanti, ex ciclista su strada italiano
- 1960 - Jaime Spengler, cardinale e arcivescovo cattolico brasiliano
- 1960 - Roland Charles Wagner, scrittore francese († 2012)
- 1960 - Kimberly Willis Holt, scrittrice statunitense
- 1961 - Ben Davis, direttore della fotografia britannico
- 1961 - Girolamo De Michele, scrittore italiano
- 1961 - Basil Gorgis, ex calciatore iracheno
- 1961 - Michael Hofstetter, direttore d'orchestra tedesco
- 1961 - Akira Kuroiwa, ex pattinatore di velocità su ghiaccio giapponese
- 1961 - Pino Marzella, ex hockeista su pista, allenatore di hockey su pista e dirigente sportivo italiano
- 1961 - Alden McLaughlin, politico britannico
- 1961 - Wendi Richter, ex wrestler statunitense
- 1961 - Scott Travis, batterista statunitense
- 1961 - Paul Waaktaar-Savoy, chitarrista e compositore norvegese
- 1961 - Glenn Weiss, regista televisivo e produttore televisivo statunitense
- 1962 - Klaus Bodenmüller, ex pesista austriaco
- 1962 - Doug Boyle, chitarrista e compositore britannico
- 1962 - Chris Christie, politico statunitense
- 1962 - DJ Hell, disc-jockey tedesco
- 1962 - Vincent Duluc, giornalista francese
- 1962 - Holger Fach, dirigente sportivo, allenatore di calcio e ex calciatore tedesco
- 1962 - Gaetano Gennai, comico italiano
- 1962 - Jeff Green, pilota automobilistico statunitense
- 1962 - Marina Kaljurand, politica, diplomatica e ex giocatrice di badminton estone
- 1962 - Olivera Krivokapić, ex cestista jugoslava
- 1962 - Pier Marino Mularoni, politico sammarinese
- 1962 - Girolamo Panzetta, conduttore televisivo e attore italiano
- 1962 - Mark Warburton, allenatore di calcio e ex calciatore inglese
- 1962 - Kevin Willis, ex cestista statunitense
- 1963 - Karen Dianne Baldwin, modella canadese
- 1963 - John Battsek, produttore cinematografico britannico
- 1963 - Angela Chalmers, ex mezzofondista canadese
- 1963 - Mark Chesnutt, cantante statunitense
- 1963 - Ric Fierabracci, bassista statunitense
- 1963 - Blas Giunta, allenatore di calcio e ex calciatore argentino
- 1963 - Ivan Hašek, allenatore di calcio e ex calciatore ceco
- 1963 - Josu Jon Imaz, politico spagnolo
- 1963 - József Kiprich, allenatore di calcio e ex calciatore ungherese
- 1963 - John Laughland, giornalista britannico
- 1963 - Lee Mi-ja, ex cestista sudcoreana
- 1963 - Marija Manolova, ex biatleta bulgara
- 1963 - John Nicolò Martin, saggista inglese
- 1963 - Pat Nevin, ex calciatore scozzese
- 1963 - Betsy Russell, attrice statunitense
- 1963 - Alice Sebold, scrittrice statunitense
- 1963 - Rolly Teranishi, chitarrista giapponese
- 1963 - Geert Wilders, politico olandese
- 1964 - Richard Brunelle, chitarrista statunitense († 2019)
- 1964 - Luís Campos, dirigente sportivo e allenatore di calcio portoghese
- 1964 - Robin Grey-Gardner, ex canottiera australiana
- 1964 - Alois Grussmann, ex calciatore cecoslovacco
- 1964 - Rosie Perez, attrice, produttrice cinematografica e regista statunitense
- 1964 - Aleksandr Podšivalov, ex calciatore russo
- 1964 - Shin'ichi Watanabe, regista, sceneggiatore e animatore giapponese
- 1964 - Luíz Antônio dos Santos, maratoneta brasiliano († 2021)
- 1965 - Carlos Amadeu, allenatore di calcio brasiliano († 2020)
- 1965 - Pier Belloni, regista televisivo italiano
- 1965 - Luciano Curreli, attore italiano
- 1965 - Louise Hoffsten, cantante svedese
- 1965 - Takumi Horiike, ex calciatore giapponese
- 1965 - Elmadi Jabrailov, ex lottatore kazako
- 1965 - Said Jalili, politico, diplomatico e militare iraniano
- 1965 - Kong Guoxian, ex calciatore cinese
- 1965 - MC Shan, rapper statunitense
- 1965 - Christopher Nolan, scrittore e poeta irlandese († 2009)
- 1965 - Solveig Pedersen, ex fondista norvegese
- 1965 - Roberto Pellati, batterista italiano
- 1965 - John Polson, attore e regista australiano
- 1965 - José María Sánchez Guerra, ex calciatore spagnolo
- 1966 - Andrea Accornero, collezionista d'arte italiano
- 1966 - Emil Boc, politico e avvocato rumeno
- 1966 - Silvano Bustos, ex cestista spagnolo
- 1966 - Daniele Carnasciali, dirigente sportivo e ex calciatore italiano
- 1966 - Joachim Coens, politico belga
- 1966 - Nicola Danti, politico italiano
- 1966 - Kendrick Meek, politico statunitense
- 1966 - Michalīs Oikonomou, ex calciatore cipriota
- 1966 - Gianni Salvioni, produttore discografico italiano
- 1966 - Edsard Schlingemann, nuotatore olandese († 1990)
- 1966 - Serena Stanzani, ex cestista italiana
- 1966 - James Whitham, pilota motociclistico britannico
- 1967 - Tarcisio Catanese, calciatore e allenatore di calcio italiano († 2017)
- 1967 - Chad Coleman, attore statunitense
- 1967 - William DuVall, cantante e chitarrista statunitense
- 1967 - Giseli Gavio, ex pallavolista brasiliana
- 1967 - Macy Gray, cantante e attrice statunitense
- 1967 - Lupita Jones, modella messicana
- 1967 - Milan Kerbr, ex calciatore ceco
- 1967 - Milan Lukić, criminale di guerra e assassino seriale serbo
- 1967 - Paul Moulden, ex calciatore inglese
- 1967 - David Patiño, allenatore di calcio e ex calciatore messicano
- 1967 - Igor Potapovič, ex astista kazako
- 1967 - Igor Štimac, allenatore di calcio, procuratore sportivo e ex calciatore croato
- 1968 - Mike Briggs, ex tennista statunitense
- 1968 - Christopher Brookmyre, scrittore, critico cinematografico e musicista britannico
- 1968 - Kris Chougkaz, allenatore di pallacanestro e ex cestista greco
- 1968 - Alexandre Del Valle, politologo e saggista francese
- 1968 - Xavier Escaich, ex calciatore spagnolo
- 1968 - Mark Ivanir, attore e doppiatore ucraino
- 1968 - Hideyuki Nakajō, pilota motociclistico giapponese
- 1968 - Bruno Risi, ex pistard e ciclista su strada svizzero
- 1968 - Rostyslav Zaulyčnyj, ex pugile ucraino
- 1969 - Sōzos Andreou, ex calciatore cipriota
- 1969 - Stefania Benedetti, ex maratoneta italiana
- 1969 - Tony DiTerlizzi, illustratore statunitense
- 1969 - Patrick Draenert, ex schermidore tedesco
- 1969 - Benjamin Finegold, scacchista statunitense
- 1969 - Doug Henry, pilota motociclistico statunitense
- 1969 - Michellie Jones, ex triatleta australiana
- 1969 - Kelli McCarty, modella e attrice statunitense
- 1969 - Ian Micallef, politico maltese
- 1969 - Norio Omura, allenatore di calcio e ex calciatore giapponese
- 1969 - CeCe Peniston, cantante statunitense
- 1969 - Oliver Petrucciani, pilota motociclistico svizzero
- 1969 - Nduka Ugbade, ex calciatore nigeriano
- 1970 - Umberto Calcagno, ex calciatore italiano
- 1970 - DJ Spooky, musicista e disc jockey statunitense
- 1970 - Kim English, cantante statunitense († 2019)
- 1970 - Dean Fertita, polistrumentista e cantautore statunitense
- 1970 - Stéphane Guivarc'h, ex calciatore francese
- 1970 - Kinga Gál, politica ungherese
- 1970 - Anna Hanski, cantante finlandese
- 1970 - Paulo Madeira, ex calciatore angolano
- 1970 - Jon Newsome, ex calciatore inglese
- 1970 - Harjit Sajjan, politico e militare canadese
- 1970 - Darren Treacy, ex calciatore inglese
- 1971 - Anthony Goldwire, ex cestista e allenatore di pallacanestro statunitense
- 1971 - Fred Kudjo Kuwornu, regista, produttore cinematografico e attivista italiano
- 1971 - Leila K, cantante e musicista svedese
- 1971 - Brian Lopes, mountain biker statunitense
- 1971 - Ada Lopreiato, politica italiana
- 1971 - Babak Movassaghi, ex giocatore di football americano tedesco
- 1971 - Dolores O'Riordan, cantautrice e musicista irlandese († 2018)
- 1971 - Yoriko Okamoto, ex taekwondoka giapponese
- 1971 - Martina Orzan, ex canottiera italiana
- 1971 - Pavel Patera, allenatore di hockey su ghiaccio e ex hockeista su ghiaccio ceco
- 1971 - Carter Smith, regista, sceneggiatore e fotografo statunitense
- 1972 - Dylan Bruno, attore statunitense
- 1972 - Roberto Cartes, ex calciatore cileno
- 1972 - Vjačeslav Daev, allenatore di calcio e ex calciatore russo
- 1972 - Idris Elba, attore, produttore cinematografico e disc jockey britannico
- 1972 - Jacob Aaron Estes, regista e sceneggiatore statunitense
- 1972 - Eugene Hütz, cantautore, chitarrista e disc jockey statunitense
- 1972 - Justina Machado, attrice statunitense
- 1972 - Rhys Millen, pilota automobilistico statunitense
- 1972 - China Miéville, scrittore, attivista e fumettista britannico
- 1972 - Anika Noni Rose, cantante e attrice statunitense
- 1972 - Tomokazu Seki, doppiatore e cantante giapponese
- 1972 - Dave Sitek, musicista, polistrumentista e produttore discografico statunitense
- 1972 - Eric Zeier, ex giocatore di football americano statunitense
- 1973 - Imran Ahmad-Khan, politico britannico
- 1973 - Helge Aune, allenatore di calcio e ex calciatore norvegese
- 1973 - Carlo Cudicini, allenatore di calcio e ex calciatore italiano
- 1973 - Pat Curcio, allenatore di hockey su ghiaccio, procuratore sportivo e ex hockeista su ghiaccio canadese
- 1973 - Nikola Grbić, allenatore di pallavolo e ex pallavolista serbo
- 1973 - Norma Koplick, ex atleta paralimpica australiana
- 1973 - Eugenio Krauss, attore italiano
- 1973 - Jamal Lasri, chimico marocchino
- 1973 - Pat McGibbon, allenatore di calcio e ex calciatore nordirlandese
- 1973 - Ėduard Parri, regista russo
- 1973 - Greg Rusedski, ex tennista canadese
- 1973 - Alessandro Troncon, ex rugbista a 15 e allenatore di rugby a 15 italiano
- 1973 - Sławomir Wojciechowski, ex calciatore polacco
- 1974 - Dagui Bakari, ex calciatore francese
- 1974 - Jake Brown, skater australiano
- 1974 - Sašo Filipovski, allenatore di pallacanestro sloveno
- 1974 - Tim Henman, allenatore di tennis e ex tennista britannico
- 1974 - Masao Kiba, ex calciatore giapponese
- 1974 - Stefano Liberti, giornalista e scrittore italiano
- 1974 - Sarah Danielle Madison, attrice statunitense († 2014)
- 1974 - Nina Persson, cantante svedese
- 1974 - Chad Scott, ex giocatore di football americano statunitense
- 1974 - Sarah Strange, attrice canadese
- 1974 - Harald Totschnig, ex ciclista su strada austriaco
- 1974 - Goran Trobok, ex calciatore jugoslavo
- 1974 - Justin Whalin, attore statunitense
- 1974 - Özgür Özberk, attore, regista e sceneggiatore turco
- 1975 - Sylvie Becaert, ex biatleta e fondista francese
- 1975 - Abel Caballero, schermidore cubano
- 1975 - Tormento, rapper e produttore discografico italiano
- 1975 - Patrick Fischer, allenatore di hockey su ghiaccio e ex hockeista su ghiaccio svizzero
- 1975 - Emiliano Gucci, scrittore italiano
- 1975 - Kalle Kiiskinen, giocatore di curling finlandese
- 1975 - Christof Leng, politico e informatico tedesco
- 1975 - Claudia Mongini, saggista e critica cinematografica italiana
- 1975 - Emanuele Pellegrini, politico italiano
- 1975 - Oleg Perepečënov, ex sollevatore russo
- 1975 - Patxi Puñal, ex calciatore spagnolo
- 1975 - Oriol Ripol, rugbista a 15, allenatore di rugby a 15 e procuratore sportivo spagnolo
- 1975 - Gala, cantautrice, fotografa e produttrice discografica italiana
- 1975 - Ryōko Tamura, ex judoka giapponese
- 1976 - Alexander Abreu, trombettista, cantante e compositore cubano
- 1976 - Rodrigo Amarante, chitarrista, cantante e polistrumentista brasiliano
- 1976 - Annet Artani, cantante greca
- 1976 - Ian Ashbee, ex calciatore inglese
- 1976 - Robin Atkin Downes, attore e doppiatore britannico
- 1976 - Brendon Ayanbadejo, ex giocatore di football americano statunitense
- 1976 - Naomie Harris, attrice britannica
- 1976 - Gene Kan, programmatore britannico († 2002)
- 1976 - Marc Kühne, bobbista tedesco
- 1976 - Tom Pappas, multiplista statunitense
- 1976 - Teresa Pitò, ex cestista italiana
- 1976 - Francisco Demetrio Sánchez Betancourt, ex nuotatore venezuelano
- 1976 - Andrea Segre, regista italiano
- 1976 - Džina Stojeva, cantante bulgara
- 1976 - Philip Zialor, ex calciatore seychellese
- 1977 - Yuval Avital, artista, musicista e compositore israeliano
- 1977 - Bertie Carvel, attore, cantante e doppiatore britannico
- 1977 - Claudio Collenberg, ex sciatore alpino svizzero
- 1977 - Raffaele Longo, allenatore di calcio e ex calciatore italiano
- 1977 - Katalin Novák, politica ungherese
- 1977 - Pat Sanderson, rugbista a 15 britannico
- 1977 - N.O.R.E., rapper statunitense
- 1977 - Dario Zampieri, pistard e ex mountain biker italiano
- 1978 - Marlain Angelidou, cantante greca
- 1978 - Angelo Armeti, ex pallavolista italiano
- 1978 - Süreyya Ayhan, ex mezzofondista turca
- 1978 - Simon Barjie, allenatore di calcio e ex calciatore italiano
- 1978 - Natalia Cigliuti, attrice statunitense
- 1978 - Paolo Malaguti, scrittore italiano
- 1978 - Foxy Brown, rapper statunitense
- 1978 - Coco Miller, ex cestista statunitense
- 1978 - Kelly Miller, ex cestista statunitense
- 1978 - Masaya Nishitani, ex calciatore giapponese
- 1978 - Giulio Pampiglione, attore italiano
- 1978 - Karin Park, cantante svedese
- 1978 - Emerson Sheik, ex calciatore brasiliano
- 1978 - Homare Sawa, ex calciatrice giapponese
- 1978 - Joe Tafoya, ex giocatore di football americano statunitense
- 1978 - Julija Vasil'eva, sincronetta russa
- 1978 - Gustavo Vassallo, ex calciatore peruviano
- 1978 - Keigo Yamashita, giocatore di go giapponese
- 1979 - Erubey Cabuto, ex calciatore messicano
- 1979 - Raphael Claus, arbitro di calcio brasiliano
- 1979 - Massimo Dell'Acqua, ex tennista italiano
- 1979 - Miodrag Džudović, allenatore di calcio e ex calciatore montenegrino
- 1979 - Nicola Gigli, matematico italiano
- 1979 - Nobuki Hara, ex calciatore giapponese
- 1979 - Stephen Haslam, ex calciatore inglese
- 1979 - Dzjanis Koŭba, calciatore bielorusso († 2021)
- 1979 - Annika Lurz, nuotatrice tedesca
- 1979 - Massimo Maccarone, allenatore di calcio e ex calciatore italiano
- 1979 - Maksim Maksimov, ex biatleta russo
- 1979 - Domingos Alexandre Martins Costa, allenatore di calcio e ex calciatore portoghese
- 1979 - Carlos Adrián Morales, allenatore di calcio e ex calciatore messicano
- 1979 - Christian Pampel, pallavolista tedesco
- 1979 - Maddalena Planatscher, ex sciatrice alpina italiana
- 1979 - Renate Rungger, ex mezzofondista, ex maratoneta e ex fondista di corsa in montagna italiana
- 1979 - Jana Schimke, politica tedesca
- 1979 - Low Ki, wrestler statunitense
- 1980 - Clemens Doppler, giocatore di beach volley austriaco
- 1980 - Jillian Hall, wrestler e cantante statunitense
- 1980 - Vesa Kallio, pilota motociclistico finlandese
- 1980 - John Kanyi, ex mezzofondista keniota
- 1980 - Kerry Katona, cantante e personaggio televisivo britannica
- 1980 - Helen Reeves, canoista britannica
- 1980 - Ricardo Jorge, ex calciatore portoghese
- 1980 - Joseph Yobo, allenatore di calcio e ex calciatore nigeriano
- 1980 - Maik dos Santos, pallamanista brasiliano
- 1981 - Yūki Abe, ex calciatore giapponese
- 1981 - Dritan Babamusta, ex calciatore albanese
- 1981 - Yumiko Cheng, cantante cinese
- 1981 - Pedro Kamata, ex calciatore francese
- 1981 - Søren Larsen, ex calciatore danese
- 1981 - Thales Leites, artista marziale misto brasiliano
- 1981 - Amir Hossein Sadeqi, ex calciatore iraniano
- 1981 - Santiago Salcedo, calciatore paraguaiano
- 1981 - Brandon Simpson, ex velocista giamaicano
- 1981 - Dani Tortolero, ex calciatore spagnolo
- 1981 - Heather Vandeven, attrice e ex attrice pornografica statunitense
- 1982 - Sayed Ali Bechir, ex calciatore mauritano
- 1982 - Carlos Alberto Alves Garcia, ex calciatore portoghese
- 1982 - Martin Amedick, ex calciatore tedesco
- 1982 - Angelina Castro, attrice pornografica cubana
- 1982 - Stéphane Dumont, allenatore di calcio e ex calciatore francese
- 1982 - J.K. Edwards, ex cestista statunitense
- 1982 - Virginie Faivre, ex sciatrice freestyle svizzera
- 1982 - María Isabel Fernández, pallavolista spagnola
- 1982 - Radek Hochmeister, ex calciatore ceco
- 1982 - Temeka Johnson, ex cestista statunitense
- 1982 - Ilenia Lazzarin, attrice e conduttrice televisiva italiana
- 1982 - Víctor René Mendieta Sáenz, calciatore panamense
- 1982 - Cristian Nasuti, ex calciatore argentino
- 1982 - Valentina Patruno, modella e conduttrice televisiva venezuelana
- 1982 - Giovani Pedotti, ex giocatore di calcio a 5 brasiliano
- 1982 - Thyago Piffer, giocatore di calcio a 5 brasiliano
- 1982 - Mikko Pukka, ex hockeista su ghiaccio finlandese
- 1982 - Mauri Wasi, calciatore papuano
- 1983 - Jerry Blevins, ex giocatore di baseball statunitense
- 1983 - Ivan Boragine, attore italiano
- 1983 - Stefano Buffagni, politico italiano
- 1983 - Tanya Bühler, ex sciatrice alpina svizzera
- 1983 - Steve Chainel, ex ciclocrossista e ciclista su strada francese
- 1983 - Dimitri Champion, ex ciclista su strada francese
- 1983 - Emiliano Corona, orientista italiano
- 1983 - Vít Jedlička, politico, attivista e economista ceco
- 1983 - Stephen Kelly, ex calciatore irlandese
- 1983 - Pippa Middleton, socialite britannica
- 1983 - Pejman Montazeri, ex calciatore iraniano
- 1983 - Eric Miala Nkulukutu, calciatore della Repubblica Democratica del Congo
- 1983 - Luca Pagliarulo, ex calciatore italiano
- 1983 - Niccolò Senni, attore italiano
- 1983 - Braun Strowman, wrestler e strongman statunitense
- 1983 - Ali Turan, ex calciatore turco
- 1983 - Colapesce, cantautore, polistrumentista e produttore discografico italiano
- 1983 - Nikola Valentić, ex calciatore serbo
- 1983 - Vlad Voiculescu, politico romeno
- 1984 - Luc Abalo, ex pallamanista francese
- 1984 - David Alegre, hockeista su prato spagnolo
- 1984 - Thyago Alves, modello e attore brasiliano
- 1984 - Robert Alviž, calciatore croato
- 1984 - Yaowapa Boorapolchai, ex taekwondoka thailandese
- 1984 - Fabio Caracciolo, ex calciatore belga
- 1984 - Thomas Dekker, ex ciclista su strada olandese
- 1984 - Jessica Dickson, ex cestista statunitense
- 1984 - Helena Ekholm, ex biatleta svedese
- 1984 - Mateo Kedžo, cestista croato
- 1984 - Andraž Kirm, ex calciatore sloveno
- 1984 - Štefan Ličartovský, ex cestista ceco
- 1984 - David Marazzi, ex calciatore svizzero
- 1984 - Abby Martin, conduttrice televisiva statunitense
- 1984 - Justin Miller, ex giocatore di football americano statunitense
- 1984 - Diwakar Prasad, pugile indiano
- 1984 - Miroslav Radulović, ex calciatore sloveno
- 1985 - Nabiha Akkari, cantante e attrice francese
- 1985 - Ali Ashfaq, calciatore maldiviano
- 1985 - Robert Ayers, giocatore di football americano statunitense
- 1985 - Małgorzata Babicka, ex cestista polacca
- 1985 - Anri Ban, attrice giapponese
- 1985 - Óscar Briceño, ex calciatore colombiano
- 1985 - Luz Cipriota, attrice e modella argentina
- 1985 - Jordi Coll, attore, cantante e ballerino spagnolo
- 1985 - Marni Djurhuus, ex calciatore faroese
- 1985 - James Ellington, velocista britannico
- 1985 - Tadas Kijanskas, ex calciatore lituano
- 1985 - Lauren Lapkus, attrice e comica statunitense
- 1985 - Irene Maiorino, attrice italiana
- 1985 - Kōki Mizuno, ex calciatore giapponese
- 1985 - Mitch Moreland, ex giocatore di baseball statunitense
- 1985 - Olivier Pardini, ex ciclista su strada belga
- 1985 - Tom Ransley, canottiere britannico
- 1985 - Giuseppe Rapisarda, ex calciatore svizzero
- 1985 - Sean Singletary, ex cestista statunitense
- 1985 - Anastasija Taranova-Potapova, triplista russa
- 1985 - Imre Tóth, pilota motociclistico ungherese
- 1985 - Julia Viellehner, triatleta, maratoneta e mezzofondista tedesca († 2017)
- 1985 - Webbie, rapper statunitense
- 1986 - Alessandra Carbonaro, politica italiana
- 1986 - Hristu Chiacu, ex calciatore rumeno
- 1986 - Ryan Clady, giocatore di football americano statunitense
- 1986 - Danilson Córdoba, ex calciatore colombiano
- 1986 - Alexander Grimm, canoista tedesco
- 1986 - Anna von Hausswolff, cantante, pianista e compositrice svedese
- 1986 - Kevin Jared Hosein, scrittore trinidadiano
- 1986 - Martin Jakš, ex fondista ceco
- 1986 - Michael Jenkins, ex cestista statunitense
- 1986 - Joice de Souza Rodrigues, cestista brasiliana
- 1986 - Mantas Kalnietis, ex cestista lituano
- 1986 - Thomas Lüthi, pilota motociclistico svizzero
- 1986 - Ben McCauley, ex cestista statunitense
- 1986 - Gherland McDonald, ex calciatore costaricano
- 1986 - Illy, rapper australiano
- 1986 - Tarec Saffiedine, artista marziale misto belga
- 1986 - Graham Wardle, attore canadese
- 1986 - Booker Woodfox, ex cestista statunitense
- 1986 - Ina Žukava, ex ginnasta bielorussa
- 1987 - Mario Addison, giocatore di football americano statunitense
- 1987 - Saad Al-Mukhaini, calciatore omanita
- 1987 - Yoann Bagot, ex ciclista su strada francese
- 1987 - Tijani Belaid, calciatore tunisino
- 1987 - Eleonora Benucci, ex calciatrice italiana
- 1987 - Eric Camilli, pilota di rally francese
- 1987 - Ryan Delaire, giocatore di football americano statunitense
- 1987 - Takaya Honda, attore e conduttore televisivo australiano
- 1987 - Anna Anatol'evna Pavlova, ex ginnasta russa
- 1987 - Bruno Moreira, ex calciatore portoghese
- 1987 - Emir Preldžič, cestista sloveno
- 1987 - Chris Schuler, ex calciatore statunitense
- 1987 - Zhang Lu, calciatore cinese
- 1987 - Jacques Janse van Rensburg, ex ciclista su strada sudafricano
- 1988 - Sam Acho, giocatore di football americano statunitense
- 1988 - Jovan Adepo, attore statunitense
- 1988 - Natal'ja Avdeeva, arciera russa
- 1988 - Arnaud Bovolenta, sciatore freestyle francese
- 1988 - Hugo Cabral, calciatore brasiliano
- 1988 - Rei Fujita, attore e musicista giapponese
- 1988 - João Ricardo Riedi, calciatore brasiliano
- 1988 - Erando Karabeçi, calciatore albanese
- 1988 - Mariel Medina, pallavolista portoricana
- 1988 - Mirko Oremuš, calciatore croato
- 1988 - Sjoerd Overgoor, ex calciatore olandese
- 1988 - Rachele Perobello, calciatrice italiana
- 1988 - Alexandru Adrian Popovici, calciatore rumeno
- 1988 - Andrew Riley, ostacolista giamaicano
- 1988 - Wesley Safadão, cantante, cantautore e produttore discografico brasiliano
- 1988 - Denis Tonucci, calciatore italiano
- 1988 - Tomáš Vrťo, calciatore slovacco
- 1989 - Jordan Bachynski, ex cestista canadese
- 1989 - Kaelin Burnett, ex giocatore di football americano statunitense
- 1989 - Shunsuke Chijiki, pallavolista giapponese
- 1989 - Hannah John-Kamen, attrice britannica
- 1989 - Antōnīs Katsīs, calciatore cipriota
- 1989 - Kim So-eun, attrice sudcoreana
- 1989 - Matt Lampson, ex calciatore statunitense
- 1989 - Aaron Moses-Garvey, ex calciatore nevisiano
- 1989 - Michele Savoia, attore e regista italiano
- 1989 - Seo Jung-jin, calciatore sudcoreano
- 1989 - Marat Jaqsılıqulı Äbïev, imprenditore e scrittore kazako
- 1989 - Jana Ščerban', pallavolista russa
- 1990 - Maximilian Beister, ex calciatore tedesco
- 1990 - Takanyi Garanganga, tennista zimbabwese
- 1990 - Nikki Greene, cestista statunitense
- 1990 - Sophie Kennedy Clark, attrice scozzese
- 1990 - Katarzyna Krawczyk, lottatrice polacca
- 1990 - Finn Hågen Krogh, fondista norvegese
- 1990 - Ilaria Savioli, ex pallanuotista italiana
- 1990 - Martina Savioli, pallanuotista italiana
- 1990 - Jordi Simón, ex ciclista su strada spagnolo
- 1990 - Marco Sørensen, pilota automobilistico danese
- 1990 - John Wall, cestista statunitense
- 1990 - Xu Jing, arciera cinese
- 1991 - Dīmītrīs Anakoglou, calciatore greco
- 1991 - Martín Arguiñarena, ex calciatore uruguaiano
- 1991 - Winful Cobbinah, calciatore ghanese
- 1991 - Hussein El Shahat, calciatore egiziano
- 1991 - Ingrid García-Jonsson, attrice spagnola
- 1991 - Nadirah McKenith, ex cestista statunitense
- 1991 - Zenta Meļņika, ex cestista lettone
- 1991 - Zachary Stone, ex snowboarder canadese
- 1991 - Jacques Zoua, calciatore camerunese
- 1992 - Shavez Hart, velocista bahamense († 2022)
- 1992 - Niki Hendriks, pallavolista italiano
- 1992 - Hassan Kadesh, calciatore saudita
- 1992 - Keum Sae-rok, attrice sudcoreana
- 1992 - Tom Pietermaat, calciatore belga
- 1992 - Anna Prakaten, canottiera bielorussa
- 1992 - Ryan Shazier, ex giocatore di football americano statunitense
- 1992 - Jean Christ Wajoka, calciatore francese
- 1993 - Karlo Bilić, calciatore croato
- 1993 - Davide Ceci, pistard italiano
- 1993 - Peter Ďungel, calciatore slovacco
- 1993 - Saman Ghoddos, calciatore svedese
- 1993 - Famous Dex, rapper e cantante statunitense
- 1993 - Jack Haig, ciclista su strada australiano
- 1993 - Robert Klaasen, calciatore olandese
- 1993 - Vadzim Likharad, sollevatore bielorusso
- 1993 - Panagiōtīs Mpallas, calciatore greco
- 1993 - Dýman Nárzildaev, calciatore kazako
- 1993 - Jorge Antonio Padilla Leal, calciatore messicano
- 1993 - Alex Poythress, cestista statunitense
- 1993 - Rudy Rochman, attivista israeliano
- 1993 - Song Se-ra, schermitrice sudcoreana
- 1993 - Mattia Valoti, calciatore italiano
- 1994 - Alex Aggelakos, cestista greco
- 1994 - Abylaikhan Amzeyev, lottatore kazako
- 1994 - Loveth Ayila, calciatrice nigeriana
- 1994 - Erich Berko, calciatore tedesco
- 1994 - Peng Jianfeng, tuffatore cinese
- 1994 - Theo Trebs, attore tedesco
- 1995 - Matúš Bero, calciatore slovacco
- 1995 - Machel Cedenio, velocista trinidadiano
- 1995 - Luca Crecco, calciatore italiano
- 1995 - Raphael Framberger, calciatore tedesco
- 1995 - Víctor Hernández, lottatore messicano
- 1995 - Iury Lírio Freitas de Castilho, calciatore brasiliano
- 1995 - Alina Lopez, attrice pornografica statunitense
- 1995 - Natal'ja Neprjaeva, fondista russa
- 1995 - Tommaso Sala, sciatore alpino italiano
- 1995 - Nathan Strother, velocista statunitense
- 1995 - Bertrand Traoré, calciatore burkinabé
- 1996 - Mark Andrews, giocatore di football americano statunitense
- 1996 - Moti Barshazki, calciatore israeliano
- 1996 - Chad Brown, cestista statunitense
- 1996 - Dikembe Dixson, cestista statunitense
- 1996 - Erik Holt, calciatore statunitense
- 1996 - Rika Hongō, ex pattinatrice artistica su ghiaccio giapponese
- 1996 - Sebastiano Luperto, calciatore italiano
- 1996 - Tanner Muse, giocatore di football americano statunitense
- 1996 - Kenta Nishizawa, calciatore giapponese
- 1996 - Lana Rhoades, ex attrice pornografica statunitense
- 1996 - Ak'ak'i Shulaia, calciatore georgiano
- 1996 - Darren Teh, calciatore singaporiano
- 1996 - Andrés Tello, calciatore colombiano
- 1996 - Matías Tissera, calciatore argentino
- 1996 - Lil Xan, rapper statunitense
- 1996 - Lu Yunxiu, velista cinese
- 1997 - Mallory Comerford, nuotatrice statunitense
- 1997 - Daniel Dubois, pugile britannico
- 1997 - Stefanie Fleckenstein, sciatrice alpina canadese
- 1997 - Tobias Fohrler, hockeista su ghiaccio tedesco
- 1997 - Huang Mengkai, schermidore cinese
- 1997 - Markis McDuffie, cestista statunitense
- 1997 - Santiago Mele, calciatore uruguaiano
- 1998 - Kiernan Dewsbury-Hall, calciatore inglese
- 1998 - Rd da ilha, cantante brasiliano
- 1998 - Dzmitryj Padstrėlaŭ, calciatore bielorusso
- 1998 - Michele Perniola, cantante e personaggio televisivo italiano
- 1998 - Charlie Quarterman, ex ciclista su strada britannico
- 1998 - Juljan Shehu, calciatore albanese
- 1998 - Agim Zeka, calciatore albanese
- 1999 - Habakkuk Baldonado, giocatore di football americano italiano
- 1999 - Mohamed Ali Ben Romdhane, calciatore tunisino
- 1999 - Nicholas Chavez, attore statunitense
- 1999 - Anton Down-Jenkins, tuffatore neozelandese
- 1999 - Nicolás Garayalde, calciatore argentino
- 1999 - Théo Schely, fondista francese
- 1999 - Lada Vondrová, velocista ceca
- 2000 - Ollie Chessum, rugbista a 15 britannico
- 2000 - Takeru Hokazono, fumettista giapponese
- 2000 - David Kushner, cantautore statunitense
- 2000 - Richard Ledezma, calciatore statunitense
- 2000 - Liu Tingting, ginnasta cinese
- 2000 - Alexis Méndez, calciatore statunitense
- 2000 - Anthony Okachi, calciatore nigeriano
- 2000 - Matas Vaitkus, cestista lituano

## XXI secolo(24)
- 2001 - Kiara Alexander, sciatrice alpina canadese
- 2001 - Freya Allan, attrice britannica
- 2001 - Quentin Johnston, giocatore di football americano statunitense
- 2001 - Oliver Luterán, calciatore slovacco
- 2001 - Jean-Marie Nadjombe, calciatore tedesco
- 2001 - Donovan Williams, cestista statunitense
- 2002 - Asher Angel, attore e cantante statunitense
- 2002 - Leylah Fernandez, tennista canadese
- 2002 - Ignacio Galván, calciatore argentino
- 2002 - Gunnar Helm, giocatore di football americano statunitense
- 2002 - Cedric Johnson, giocatore di football americano statunitense
- 2002 - Irma Machinja, saltatrice con gli sci russa
- 2002 - Robbie Ouzts, giocatore di football americano statunitense
- 2002 - Nikola Stojanović, giocatore di football americano serbo
- 2003 - Jorge Cabezas Hurtado, calciatore colombiano
- 2003 - Audric Estimé, giocatore di football americano statunitense
- 2003 - Wesley França, calciatore brasiliano
- 2004 - Luca D'Andrea, calciatore italiano
- 2004 - Melween N'Dongala, calciatrice francese
- 2005 - Adriano Jagušić, calciatore croato
- 2005 - Laurens van Hoepen, pilota automobilistico olandese
- 2006 - Hisahito di Akishino, principe giapponese
- 2006 - Kenay Myrie, calciatore costaricano
- 2006 - Tracy Naluwooza, giocatrice di badminton ugandese

## Senza anno specificato(1)
- Sebastiano Serlio, architetto e teorico dell'architettura italiano